# كريستوفر غرين
كريستوفر غرين (بالإنجليزية: Christopher Green)‏ هو مؤرخ الفن بريطاني، ولد في 1943.